# MilkyTracker
MilkyTracker est un logiciel libre, sous licence GPL, de composition musicale de type tracker audio.
Il tente de recréer l'expérience du logiciel FastTracker populaire sous DOS, tout en y apportant des modes disponibles dans la version améliorée de ProTracker pour Amiga.

## Captures d'écran

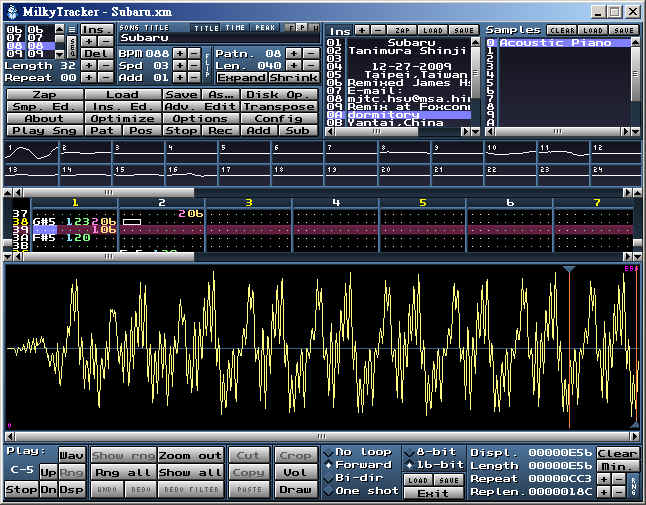
Éditeur d'échantillon sonore
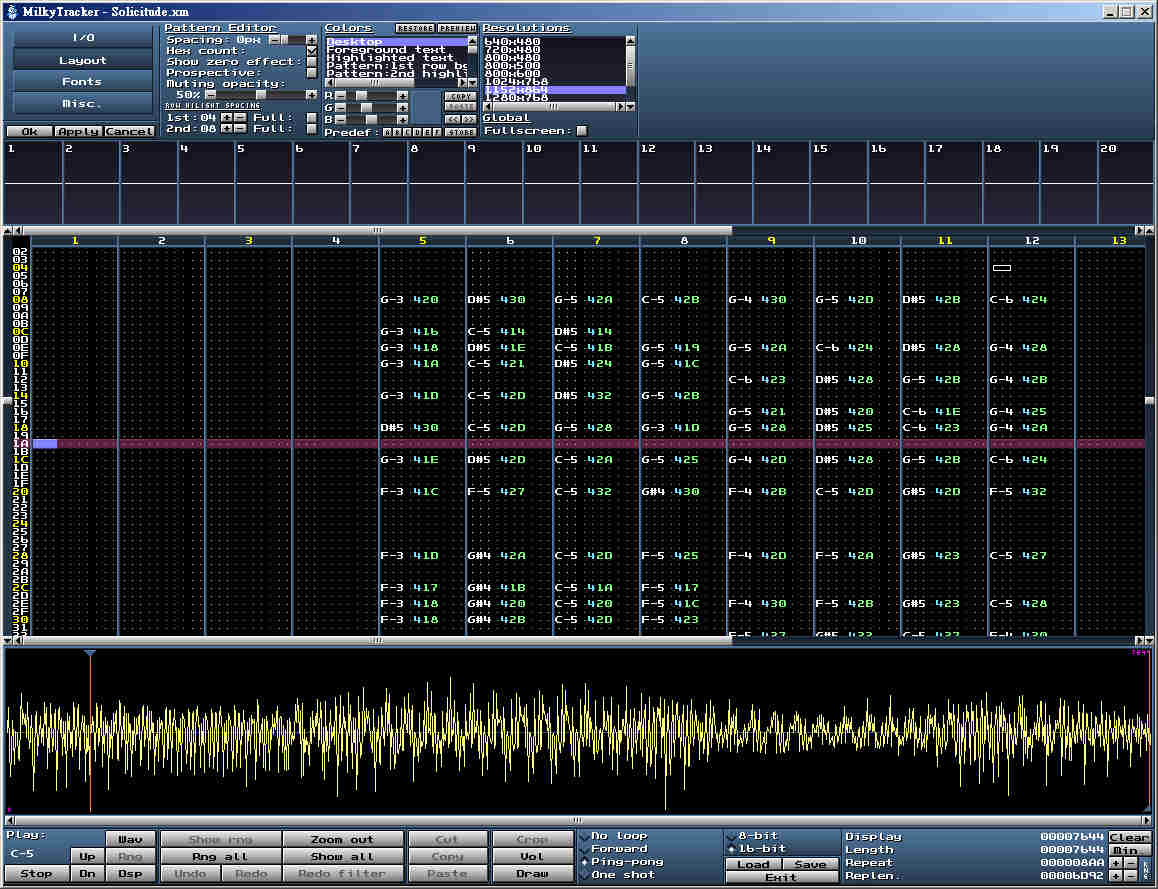
Configuration, tracker et échantillon
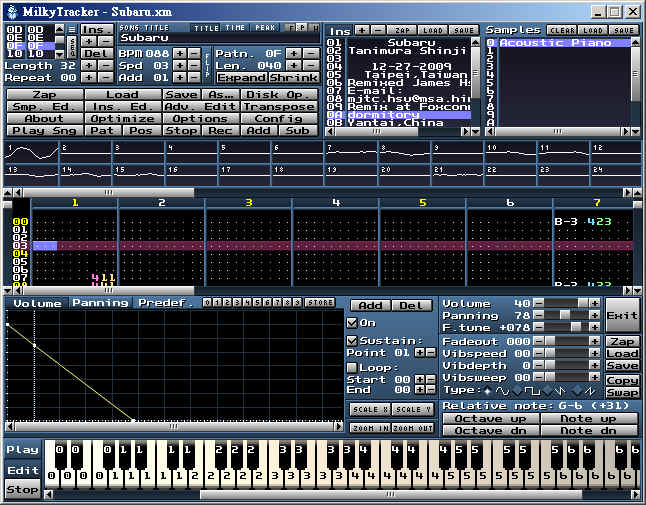
Éditeur d'effet et clavier pour la saisie